# Ghent (pueblo)
Ghent es un pueblo ubicado en el condado de Columbia en el estado estadounidense de Nueva York. En el año 2000 tenía una población de 5.276 habitantes y una densidad poblacional de 45.1 personas por km².

## Geografía
Ghent se encuentra ubicado en las coordenadas 42°18′56″N 73°38′57″O / 42.31556, -73.64917.

## Demografía
Según la Oficina del Censo en 2000 los ingresos medios por hogar en la localidad eran de $43,529, y los ingresos medios por familia eran $52,096. Los hombres tenían unos ingresos medios de $32,191 frente a los $23,958 para las mujeres. La renta per cápita para la localidad era de $21,365. Alrededor del 4.6% de la población estaban por debajo del umbral de pobreza.